# Ciudadano ilustre de la Ciudad Autónoma de Buenos Aires
Ciudadano/a ilustre de la ciudad de Buenos Aires es una distinción que puede ser otorgada por la Legislatura de la Ciudad Autónoma de Buenos Aires mediante una ley especial aprobada por los dos tercios de sus miembros y hasta un máximo de 10 distinciones por año. Pueden recibirla las personas físicas, argentinas, nacidas en la ciudad de Buenos Aires o que hayan residido en ella durante 10 años como mínimo y que se hayan destacado por la obra y la trayectoria desarrollada en el campo de la cultura, la ciencia, la política, el deporte y la defensa de los derechos sostenidos por la Constitución Nacional y por la Constitución de la Ciudad de Buenos Aires.
La ciudadanía ilustre no pueden otorgarse ninguna persona que haya cometido crímenes de lesa humanidad en cualquier parte del mundo, ni a quien haya ejercido e impartido órdenes de represión durante las dictaduras militares en Argentina.
Esta distinción ha sido establecida por las leyes de la ciudad de Buenos Aires n° 578 del 10 de abril de 2001 y 1173 del 6 de noviembre de 2003.